# Haus E
Haus E war ein Ausstellungsprojekt im Klinikum der Stadt Ludwigshafen aus dem Jahr 2002. Der Arbeitstitel, Haus E, war die schmucklose Übernahme der Bezeichnung eines Klinikgebäudes nach dem internen (und für Krankenhäuser üblichen) Wegeleitsystem. Das Gebäude, bis vor kurzem Domizil einer HNO-Klinik, stand für das Vorhaben mehrere Monate lang zur Verfügung.
Den teilnehmenden Künstlern wurde angeboten, die Spuren, die das Leben in den Räumen des Hauses E hinterlassen hat, aufzunehmen und auf die Einzigartigkeit dieses „verlassenen“ Gebäudes, mit seinem räumlichen, kulturellen und sozialen Kontext, einzugehen. Die Form der Auseinandersetzung oblag den Künstlern. Es war ihnen auch freigestellt, einen, mehrere oder alle der ihnen zur Verfügung gestellten Räume in ihren Arbeiten einzubeziehen.
Das Ergebnis wurde der Öffentlichkeit im Rahmen einer Ausstellung zwischen 1. August und 15. September 2002 präsentiert (über 1000 Besucher). Wichtiger Bestandteil des Projektes war ein Katalog (siehe Literatur), der den Arbeitsprozess von Beginn an dokumentiert und die kuratorische Idee sowie die einzelnen Beiträge erläutert. Eine eigene Internet-Präsenz existierte temporär unter der Domain www.haus-e.de. Einer der Beiträge, die fiktive Fernsehserie Krankenhausreif: Klinikum Lu-Mitte... von superart.tv wurde für die Dauer des Projektes, fast immer life, im klinikumseigenen Patientenfernsehen gezeigt, darüber hinaus als Fotoroman im Offenen Kanal Ludwigshafen.
Das Projekt stand unter der Schirmherrschaft  von Kurt Beck dem Ministerpräsidenten des Landes Rheinland-Pfalz und wurde in Zusammenarbeit mit dem Wilhelm-Hack-Museum, dem Kunstverein in Ludwigshafen sowie dem Museum für Moderne Kunst in Frankfurt realisiert.
Liste der Teilnehmer und ihre Beiträge:
- Urs Breitenstein (Ambulante Projektion – Dia-Doppelprojektion auf zwei Patientenbetten)
- Eric Carstensen & Michael Volkmer als superart.tv (Krankenhausreif: Klinikum Lu-Mitte – die Soap zur Kunst)
- David D' Agostino (Ambulanz und andere Installationen)
- Madeleine Dietz (... eine Frage der Zeit – Installation, Video)
- Margret Eicher (Geburt der Venus und Flucht nach Ägypten – Gobelins)
- Harald Jegodzienski (Archiv der Indizien – 17 Einzelinstallationen)
- Katase Kazuo (Terminal – Installation)
- Marko Lehanka (Das Leben kommt in Cowboystiefeln dahergewatschelt! – Installation)
- Swilen Stefanow (Meine Zweifel am Sinn der Kunst und andere Installationen)

## Presse- und Medienberichte
- Milan Chlumsky: Operation Kunst. Rhein-Neckar-Zeitung, 9. August 2002, S. 8
- Hans-Ulrich Fechler: Ein Krankenhaus als Ort der Kunst. Die Rheinpfalz, 12. September 2002
- jb: Konzeptkünstler gestalten Haus E. Mannheimer Morgen, 30. Juli 2002
- Hans-Ulrich Fechler: Operation gelungen! Konzeptkunst im Krankenhaus... Die Rheinpfalz, 30. Juli 2002
- SWR, 30. Juli 2002
- RNF Life 13. August 2002